# ヤマハ・TGシリーズ
TGシリーズ（ティージー・シリーズ）はヤマハの音源モジュールの型番・商品名。

## 概要
SYシリーズのモジュール版という位置づけである。従来発売されていたTXシリーズが音源方式にFM音源を採用しており、PCM音源に移行したため、別の型番になった。TG77、TG55、TG500はプロ向けのフルラックサイズの音源モジュール。TG33はアマチュア向け。TG300、TG100はDTM用の製品である。この後、DTM用の製品はMUシリーズに移行。プロ向けのフルラック音源モジュールはVL1-mやEX5R、CS6R等、それぞれのキーボードタイプのシリーズの一製品に組み込まれ、独自のシリーズは形成しなくなった。

## シリーズのモデル
TG77
1990年発売。SY77のモジュール版。3Uラックマウントサイズ。FM音源とPCM音源をかけ合わせられるRCM音源を内蔵。SY77より後から発売されたため、一部の音色はSY77とは異なるものがプリセットされている。32音ポリ。音源部分はSY77と互換性がありSY77の音色カードなどがそのまま使える。SY77では、マルチティンバーでの再生時に同時発音数を気にせずにマルチを組めるDVA（ダイナミック・ボイス・アロケーション）機能を搭載していたが、TG77ではそれに加えてSVA（スタティック・ボイス・アロケーション）という機能も追加されている。TG77は一言でSY77の音源モジュールではなくSY77を改良した音源モジュールとも言われている。
- 寸法：幅480mm 高さ132mm 奥行き390mm 重量8kg
- 音源方式：RCM[AWM2/AFM(6Operator/45Alg)]
- マルチティンバー数：16
- 波形メモリ：4MB相当（16bitリニア換算）ウェーブROM
- 音色数 プリセット：128　インターナル：64　カード：64
- エフェクト：最大2系統44タイプ
- 8系統の独立アウトプットも装備

TG55
1989年発売。TGシリーズの第1号機となる。SY55のモジュール版だが発売はSY55より早かった。1Uラックマウントサイズ。
- 寸法：幅480mm 高さ44mm 奥行き330mm 重量4.2kg
- 音源方式：AWM2
- マルチティンバー数：16
- 波形メモリ：2MB相当（16bitリニア換算）ウェーブROM
- 最大同時発音数：16
- 音色数：プリセット：64　インターナル：64
- エフェクト：リバーブ：34タイプ

TG33
1990年発売。SY22の最大同時発音数を2倍の32音にしたモジュール版。FM音源とPCM音源をかけ合わせられる。ベクターコントローラがついている。
- 寸法：幅439mm 高さ80mm 奥行き230mm 重量 2.8kg
- 音源方式：AWM+FM(ベクターシンセシス)
- マルチティンバー数：16
- 最大同時発音数：32
- 音色数 プリセット：128　インターナル：64
- エフェクト：リバーブ：16タイプ

TG500
1992年発売。SY85のモジュール版とされるが、最大同時発音数を2倍以上の64音にし、波形メモリーを6MBから8MBに増やしている。PCM音源オンリー。1Uラックマウントサイズ。ROMを増設すると、TX16Wで取り込んだサンプルを受信可。MIDIサンプル・ダンプ・スタンダード基準の波形データも取り込める。
- 寸法：幅480mm 高さ44mm 奥行き347mm 重量4.4kg
- 音源方式：AWM2
- マルチティンバー数：16
- 波形メモリ：8MB相当（16bitリニア換算）ウェーブROM
- 最大同時発音数：64
- 音色数：[ノーマルボイス]プリセット：252、インターナル：126　[ドラムボイス]プリセット：4、インターナル：2
- エフェクト：最大2系統90タイプ

TG300
1993年発売。GM-BモードというローランドGSフォーマットの音色配列を持ち、その中核モデルSC-55（mkII）のシミュレートを可能にした音源モジュール。
2Uハーフラックサイズ。大きいディスプレイとロータリーエンコーダを搭載。DTM音源ながら、音色をフルエディット可能。後述のTG100と異なり、ダイナミックフィルターを搭載し、シングルモードではエフェクトを含めた音色作りが可能。そのエディットした音色を本体に記録可能。SY99と同等のDAT水準のPCM音源195種を内蔵し、18bit D/Aコンバーターや高S/Nのアナログ回路を搭載している。シングルモードではエフェクトもパラメーターに加えた音色作りが可能。DTM音源にとどまらず、シンセサイザーモジュールとしての顔も併せ持つ。GM-Bモードは後のMUシリーズにもTG300-Bモードとして引継がれた。またGM-AモードをベースにXGフォーマットが作成され、販売期間は1年余りだったが、後のヤマハのDTM音源のベースとなったモデル。ヤマハのDTMパッケージHELLO!MUSIC!の同梱品としてTG300Gという白色モデルも発売された。
- 寸法：幅220.0mm 高さ 91.6mm 奥行き257.2mm 重量 1.9kg
- 音源方式：AWM2
- マルチティンバー数：16
- 波形メモリ：6MB相当（16bitリニア換算）ウェーブROM
- 最大同時発音数：32
- 音色数：プリセットノーマルボイス(GM-A：195、GM-B：456、C/M、Single)、インターナル(GM-A/GM-B/Single：128)、プリセットドラムボイス(GM-A：6、GM-B：9、C/M：1)
- エフェクト：リバーブ：11タイプ、コーラス：7タイプ、バリエーション：25タイプ

TG100
1991年発売。ヤマハ最初のGM対応のDTM音源モジュール。1Uハーフラックサイズ。
GM対応だが、音色のニュアンスが、ローランド SC-55mkII等の他社製品とかなり異なる。例えば、音色の名前こそ同じだが、GM6番の"Electric Piano"に該当する音色としてTG100にはアコースティックピアノの音が入っていたり、51番の"Synth Strings1"に、SCシリーズはアタックの遅いストリングスが入っていたのに対してTG100にはオクターブユニゾンのアタックの速めのストリングスが入っていた点などが挙げられる。DTM音源として作成されているため、本体上での音色エディットは限定されており、音の立ち上がりの変化や各エレメントの音量調整くらいしかできない。また音色の明るさを調整するフィルターは搭載していない。CBX-T3というディスプレイ、ボタンを省略した白色縦置きモデルも発売された。
- 寸法：幅220mm 高さ40.6mm 奥行196.5mm 重量1.0kg
- 音源方式：AWM
- マルチティンバー数：16
- 波形メモリ：2MB相当（16bitリニア換算）ウェーブROM
- 最大同時発音数：28
- 音色数：プリセットノーマルボイス：192　プリセットドラムボイス：10　インターナルボイス：64
- エフェクト　リバーブ：6タイプ、ディレイ：2タイプ